# Taulidesmus perucolus
Taulidesmus perucolus är en mångfotingart som först beskrevs av Chamberlin 1955.  Taulidesmus perucolus ingår i släktet Taulidesmus och familjen fingerdubbelfotingar. Inga underarter finns listade i Catalogue of Life.